# Худайбердиев, Ахмадали
Ахмадали́ Худайберди́ев (узб. Ахмадали Худойбердиев; 1920 год, с. Базар-Коргон, Андижанский уезд, Ферганская область, Туркестанская АССР, РСФСР — 1985 год, Базар-Коргонский район, Джалал-Абадская область) — хлопковод, бригадир колхоза «Комсомол» Ленинского района Ошской области ныне Ноокенского района Джалал-Абадской области, участник Великой Отечественной войны. Герой Социалистического Труда (1971).

## Биография
Родился в 1920 году в Базар-Коргонском районе в крестьянской семье, по национальности узбек. Из-за семейного положения сумел проучиться всего 4 года.
С 1930 по 1940 года трудился разнорабочим в колхозе «Кенгаш-Коч» Базар-Коргонского района.
В 19 лет был призван в ряды Советской Армии, в связи с Отечественной войной военная служба затянулась на 6 лет, также участвовал в войне с японскими милитаристами.
После демобилизации в 1948 году возвратился на родину и начал трудиться бухгалтером в одной из хлопководческих бригад колхоза «Кенгаш коч», учитывая его организаторские способности, в 1950 году назначили заместителем председателя колхоза. В 1954-1957 годах он заведует фермой, затем складом колхоза «Кенгаш-Коч» Базар-Коргонского района.
В 1962 году его назначают бригадиром № 9 хлопководческой бригады колхозе «Комсомол» Ленинского района. Возглавляемая им бригада расширила площадь и повысилась урожайность хлопка. Его бригада стала самым передовым в колхозе «Комсомол». Был избран делегатом XVI съезда Компартии Киргизии. В 1968 году вступил в КПСС.
В 1971-1976 годах бригада Ахмадали Худайбердиева получила в среднем по 45 центнеров хлопка-сырца с каждого гектара. Указом Президиума Верховного Совета СССР от 28 июня 1952 года «за выдающиеся успехи, достигнутые в развитии сельскохозяйственного производства и выполнении пятилетнего плана продажи государству продуктов земледелия и животноводства» удостоен звания Героя Социалистического Труда с вручением ордена Ленина и золотой медали «Серп и Молот».
Вместе с женой вырастил 10 детей.
Умер в 1985 году в возрасте 65 лет.
Награды
- Герой Социалистического Труда
- Орден Ленина — дважды (30.06.1966; 08.04.1971)
- Орден Октябрьской Революции

Память
В родном селе героя в 2002 году средняя школа № 26 Базар-Коргонского района Джалал-Абадской области названа в его честь.